# أرضيات مستدامة

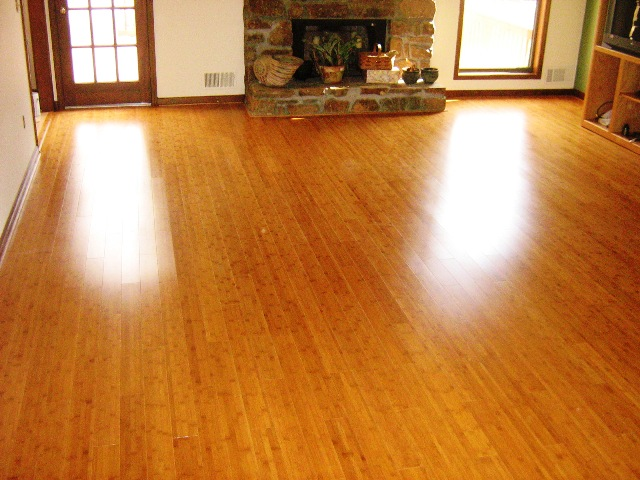

يُطلق وصف الاستدامة على الأرضيات التي تقلل من الحاجة إلى الأنظمة البيئية المختلفة خلال دورة حياتها بدءًا من مرحلة الحصاد والإنتاج مرورًا بمرحلة الاستخدام وصولًا إلى مرحلة التخلص منها.
تهدف الكثير من المبادرات إلى نشر الوعي حول الأرضيات المستدامة والبناء الصحي إذ يعتقد الكثيرون أنَّ الأرضيات المستدامة تسهم في توفير بيئةٍ أكثر أمانًا وصحةً في المبنى كما أنَّها تضمن مستقبل مصادر إنتاج الموارد المتجددة التي تعتمد عليها الكثيرُ من المجتمعات، وتوصي مؤسسة الربو والحساسية الأمريكية الأشخاص الذين يعانون من الحساسية تجاه الغبار أو غيره من الجسيمات الدقيقة باختيار أرضياتٍ ذات أسطحٍ ملساء مثل الأرضيات المصنوعة من الخشب الصلب أو الفينيل أو بلاط اللينوليوم (بالإنجليزية: linoleum) أو الأردواز ويسمى أيضًا بحجر سجيل (بالإنجليزية: slate).
يوفر برنامج بناء الطاقة والاستدامة البيئية (بالإنجليزية: BEES) في الولايات المتحدة الأمريكية التابع للمعهد الوطني للمعايير والتكنولوجيا (بالإنجليزية: NIST) مصدرًا شاملًا للمعلومات اللازمة لتقييم دورة حياة الأرضيات المختلفة إذ أظهرت نتائج الأبحاث أنَّ تأثير دورة حياة الأرضيات ذات الأساس الحيوي (بالإنجليزية: bio-based) على البيئة خلال مراحل إنتاجها واستخدامها أقل بشكل ملحوظ مقارنةً بأنواع الأرضيات الأخرى.

## الخشب
يعد الخشب مادةً فريدةً من نوعها ومتجددةً في الوقت ذاته إذ تمتص الأشجارُ الكربون أثناء نموها ويبقى الكربون مخزنًا داخل أخشابها التي تستخدم في صناعة المنتجات الخشبية المختلفة مثل الأرضيات وبالتالي تُسهم في التقليل من نسبة الكربون في الغلاف الجوي، كما أنَّ انتهاء العمر التشغيلي لمنتجات الأخشاب لا يُعد مشكلةً كبيرةً إذ من الممكن إعادةُ تدويرها (وفي هذه الحالة يبقى الكربون مخزنًا داخلها) أو استخدامها كوقود.
أظهر التطوير في منهجية تقييم دورة حياة الأرضيات المختلفة في أوائل التسعينات الفوائد البيئية المميزة للخشب ومنتجاته، فقد تم تقييم الأرضيات المصنوعة من الخشب والشمع والفينيل وتبين أن الأرضيات الخشبية كانت الأقل في استهلاك الطاقة وانبعاث غاز ثاني أكسيد الكربون بالإضافة إلى امتلاكها أقل تأثيرٍ في المجالات البيئية مثل استخدام الموارد وانبعاث السموم وتلوث الهواء وتوليد النفايات.

### الأرضيات الخشبية المستصلحة
تُعد الأرضيات الخشبية المستصلحة وسيلةً جيدةً للتخلص من الخشب ومنتجاته بعد انتهاء عمرها التشغيلي، ويتم أخذُ الأخشاب من مصادر مختلفةٍ مثل المنازل والمستودعات القديمة ومناجم الفحم وبراميل النبيذ وغيرها، ويمكن أيضًا استرداد جذوع الأشجار التي سقطت في الأنهار أثناء نقلها إلى مصانع الأخشاب.
حصلت بعض منتجات الأخشاب المستصلحة على شهادة مجلس رعاية الغابات (بالإنجليزية: FSC) وتؤهلها هذه الشهادة للحصول على تصديقٍ من نظام الريادة في تصميمات الطاقة والبيئة المعروف بـ «ليد» (بالإنجليزية: LEED)، إذ تعد الأخشاب المستصلحة مادةً معادة التدوير، لذلك فإنها تفي بمعايير المواد والموارد الخاصة بشهادة ليد ويمكنها التأهل لتصبح ضمن فئة الخشب المعتمد في هذا النظام.
يتوجه المهندسين المعماريين والمقاولين ومالكي المنازل والشركات حديثًا لاستخدام الأرضيات الخشبية المستصلحة وذلك لعدة أسبابٍ أهمها:
- المسؤولية البيئية والاستدامة.
- توفر الأخشاب المستصلحة في الوقت الذي أصبح فيه من الصعب الحصول على الأخشاب المقطوعة حديثًا نتيجةً لقوانين حماية البيئة والنقص في عدد الأشجار.
- ازدياد طلب العملاء على مواد البناء الخضراء بشكل كبير منذ عام 2015.
- تضيف حلقات النمو السنوية الموجودة في الهياكل الخشبية القديمة المتانة والقيمة الجمالية للأرضيات.
- كما تظهر البلدان النامية اهتمامًا كبيرًا بالمباني الخضراء وتقوم بمنح شهادات للمباني التي تحقق معايير البناء الأخضر.[15]

## أرضيات الخيزران (بالإنجليزية: Bamboo flooring)
تعتبر أخشاب الخيزران من الأخشاب المتجددة فهي سريعة النمو (إذ يصنف نبات الخيزران ضمن فئة الأعشاب) وتتميز أرضيات الخيزران بأنَّها مضادةٌ للبكتيريا ومقاومةٌ للمياه ومتينةٌ جدًا في الوقت ذاته، كما يمكن لأيّ شخصٍ تركيبها فهي تتوفر بتقنية اللسان والأخدود المعروفة في بدائل أرضيات الخشب الصلب والخشب الرقائقي.
غالبًا تكون أرضيات الخيزران أغلى من الأرضيات الرقائقية (بالإنجليزية: laminate flooring) لكنها في الوقت ذاته أقلُ سعرًا من الأرضيات الخشبية التقليدية، وتعد أرضيات الخيزران من الأرضيات المستدامة لكن إذا ما تم استخدام لاصقٍ يحتوي مواد سامة مثل الفورمالديهايد لتثبيتها فإنها تصبح أقل استدامةً مقارنة فيما إذا استُخدم لاصقٍ طبيعي في التثبيت.

## أرضيات الفلين
يتم تصنيع أرضيات الفلين باستخدام لحاء شجرة بلوط الفلين (بالإنجليزية: Quercus Sube) إذ يُزال لحاء الشجرة دون إلحاق أيّ ضررٍ بها (إذا حُصدت بشكلٍ صحيح) ونظرًا لذلك تعدُ شجرة بلوط الفلين موردًا متجددًا ومستدامًا في الوقت ذاته، وتتميز أرضيات الفلين بأنّها مضادةٌ للبكتيريا وتمتلك خصائص عزلٍ حراريةٍ ممتازةٍ مما يضمن أقل مقدارٍ من فقدان الحرارة وتوفير سطحٍ دافئ ومريحٍ للمشي، كما يتمتع الفلين بمرونةٍ عاليةٍ تمكنه من العودة إلى شكله الطبيعي مما يمنع ظهور أيّ آثارٍ أو كدماتٍ نتيجة الحركة الكثيفة أو الأثاث، وتمنحه مرونته أيضًا عزلًا ممتازًا للضوضاء، لكن وبالرغم من المزايا الكثيرة للفلين ألا أنّه من غير المناسب استخدامه في أرضيات الحمامات بسبب امتصاصه للرطوبة.

## أرضيات اللينوليوم
تصنع مادة اللينوليوم من بذور الكتان المجففة والمطحونة والممزوجة مع مواد نباتيةٍ أخرى مثل الصمغ الصنوبري (بالإنجليزية: pine resins) ونشارة الخشب والفلين المطحون بالإضافة إلى نبات القنب الهندي، وجميع المكونات طبيعيةٌ ومأخوذةٌ من مصادر متجددةٍ وقابلةٍ للتحلل بنسبة 100%.  
تتميز أرضيات اللينوليوم بأنّها مضادةٌ للسكون (بالإنجليزية: anti-static) ومقاومةٌ للغبار والأوساخ والجسيمات الصغيرة مما يجعلها مضادةً للحساسية وبالتالي مناسبةً للأشخاص الذين يعانون من مشاكل في الجاهز التنفسي (مثل الحساسية أو الربو) كما أنّها مقاومةٌ للحريق فلا تتطلب مادةً مثبطةً للحريق خاصةً بها.

## الأرضيات المطاطية
يُقصد بأرضيات المطاط المستدامة الأرضيات المصنوعة من شجرة المطاط والتي تعد موردًا متجددًا 100%، ويستخدم حاليًا مطاط الستايرين-بوتادين (بالإنجليزية: SBR) في صنع الأرضيات وهو مطاط صناعي متعدد الاستعمالات يُنتَج من بوليمير مشترك من الستايرين والبيوتادين، وتتميز هذه الأرضيات بأنّها سهلة التركيب والصيانة، ومضادةٌ للسكون، وتوفر عزلًا فعالًا للصوت كما أنّها تقلل من الاهتزازات بالإضافة إلى مقاومتها للبهتان وحروق السجائر.

## السّجاد الطبيعي والسّجاد المعاد تدويره
يطلق مصطلح السّجاد المستدام على السّجاد المصنوع من أليافٍ طبيعيةٍ مثل القطن والصوف وقشور جوز الهند والقنب الهندي، وغالبًا يكون السجاد المصنوع يدويًا سجادً مستدامًا.
تستخدم بعض المواد المعادُ تدويرها مثل البولي إيثيلين تيريفثالات (بالإنجليزية: polyethylene terephthalate) المستخدم في أواني الطعام والشراب والنايلون المعاد تدويره أيضًا في صناعة السّجاد بالكامل.
قامت شركة «شوز ايفيرغرين فاسيليتي» (بالإنجليزية: Shaw's Evergreen facility) في عام 2009 وحده بإعادة تدوير أكثر من 100 مليون رطلٍ من السّجاد وساهم هذا الفعل بتقليل المواد المرسلة إلى مكبات النفايات وعلاوةً على ذلك فقد استخدمت الشركة طرقًا أقل تلويثًا للبيئة وتتطلب طاقةً أقل لصبغ السجاد، وفي حال استُخدم لاصقٍ طبيعيٍ (صديق للبيئة) لتثبيت هذا السجاد فعندها تتحقق الاستدامة المنشودة.

## أرضيات خشب جوز الهند
يعد خشب أشجار جوز الهند بديل الخشب الصلب (بالإنجليزية: hardwood) وتستخدم أخشاب أشجار جوز الهند الناضجة (التي يتراوح عمرها ما بين 60 إلى 80 عامًا) والتي لم تعد تؤتي ثمارها في صناعة الأرضيات، وتعد أرضيات خشب جوز الهند أرخص سعرًا من أرضيات الساج.